# 劉仕堯
劉仕堯，GLM（1956年—）生於澳門，工程師，曾任澳門運輸工務司司長。

## 學歷
劉仕堯，中學畢業於粵華中學英文部，大學畢業於加拿大卡尔加里大学土木工程系，曾參與第五屆赴葡萄牙就讀計劃、国家行政学院舉辦的中國公共行政及管理課程與中、高級公務員管理發展課程。

## 仕途
1984年12月加入澳門市政廳，歷任工程部助理技術員、工程組組長與處長、衛生暨清潔部部長、1996年7月任市政副司長，1999年1月至澳門回歸前被任為市政廳市政司司長。澳門回歸後任臨時澳門市政局執行委員會副主席；2002年元旦起民政總署成立，獲委任為該署管理委員會主席。另外亦曾被委任為澳門特別行政區第二、三屆立法會選委會委員、澳門環境委員會委員。

### 晉昇司長
2006年12月上旬，前澳門運輸工務司司長歐文龍因貪污被捕後，翌年1月初傳媒、商界、政界等開始傳出他為接任人選。2007年2月14日，中华人民共和国国务院正式任命他為該司司長，並於2月16日下午經新華社向外公布。
劉仕堯於2月22日下午履新，並於3月1日宣誓，正式就職。甫上任，劉仕堯即承諾增加工作透明度。

## 荣誉

### 中国勋章奖章
- 金莲花荣誉勋章（澳门特别行政区，2020年12月19日公布[1]）

## 外部連結
- 劉仕堯簡歷，澳門入口網站
- 歷史呼喚新思維巨人上位　作風浮誇專業劣者難勝任[永久]，訊報2007年1月27日
- 司長人選劉呼聲高，澳門日報2007年1月30日
- 國務院任命劉仕堯為澳門特區運輸工務司司長 （页面存档备份，存于），新華網2007年2月16日
- 行政長官提名、中央政府任命澳門特別行政區運輸工務司司長 （页面存档备份，存于），澳門新聞局2007年2月16日
- 劉仕堯宣誓就職 （页面存档备份，存于），澳門新聞局2007年3月1日
- 第13/2007號行政命令行政長官授予劉仕堯執行權限，澳門政府公報2007年10號第一組，2007年3月5日

| 官衔                                               | 官衔                                                         | 官衔                                          |
| -------------------------------------------------- | ------------------------------------------------------------ | --------------------------------------------- |
| 歐文龍被控貪污而遭免職上一位持有相同頭銜者：歐文龍 | 澳門特別行政區運輸工務司司長 · 2007年3月1日—2014年12月19日   | 繼任： 羅立文                                 |
| 政府职务                                           |                                                              |                                               |
| 新頭銜                                             | 臨時澳門市政局執行委員會副主席 1999年12月20日—2001年12月31日 | 末任 原因：臨時澳門市政局被撤銷，成立民政總署 |
| 新頭銜                                             | 民政總署執行委員會主席 2002年1月1日—2007年5月8日             | 繼任： 譚偉文                                 |
| '                                                  | 行政長官辦公室顧問 2014年12月20日—2020年9月9日               | '                                             |